# 福島県道237号小栗山宮下線

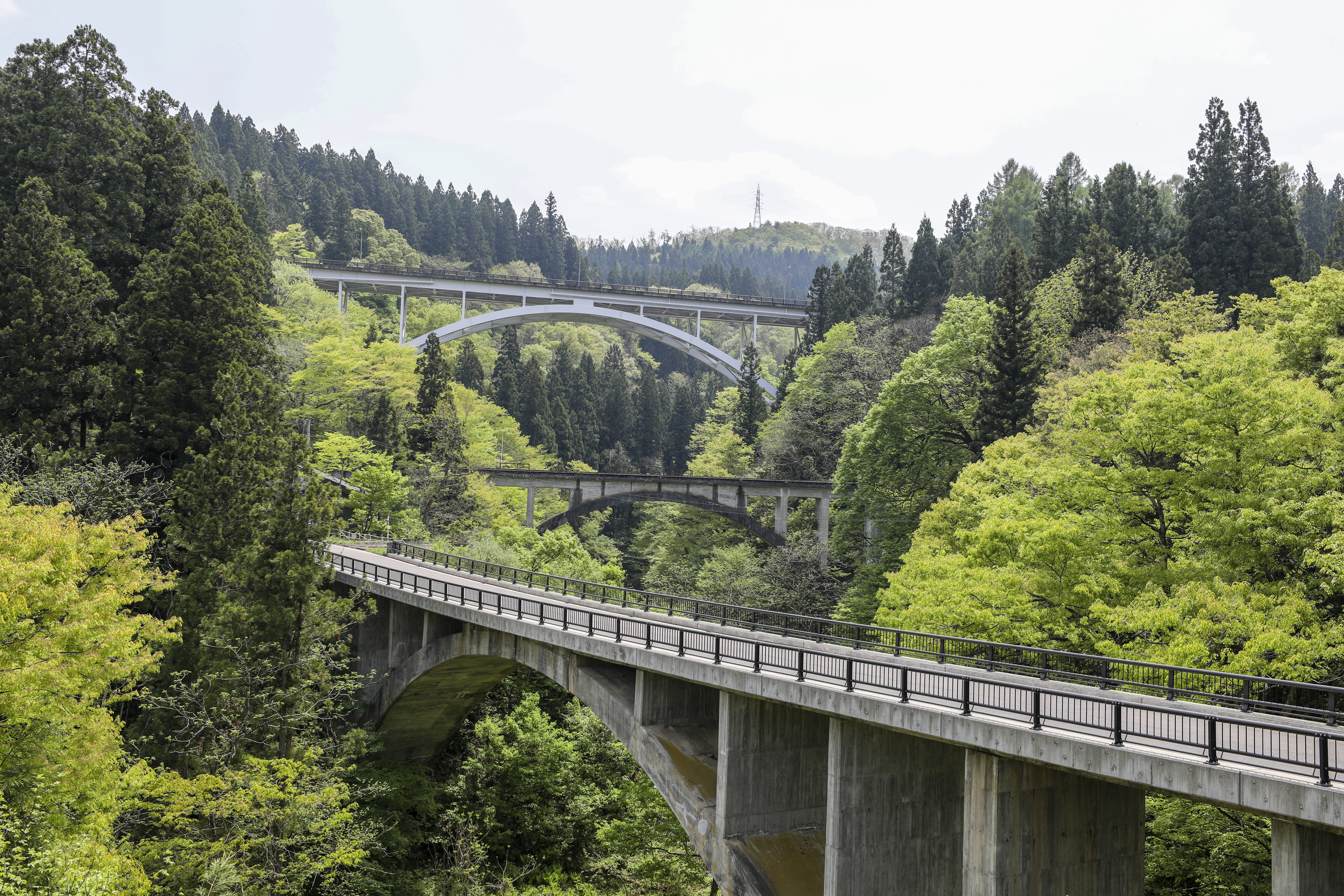
手前から県道237号、只見線大谷川橋梁、国道252号新宮下橋のアーチ橋。みやしたアーチ三兄（橋）弟。会津宮下駅付近。

福島県道237号小栗山宮下線（ふくしまけんどう237ごう こぐりやまみやしたせん）は、福島県大沼郡金山町から三島町に至る一般県道である。

## 路線概要
- 起点：大沼郡金山町大字小栗山字上村
- 終点：大沼郡三島町大字大登字原林
- 総延長：17.369 km[2]
  - 実延長：16.650 km
- 路線認定年月日：1959年8月31日[3]

### 重用区間
- 福島県道153号小林会津宮下停車場線（大沼郡三島町宮下字居平〈JR只見線会津宮下駅前〉～同郡同町大登字原林〈終点〉）

### 冬期交通不能区間
- 大沼郡金山町沼沢字川前～同郡三島町宮下字左籾（延長3.5 km）[4]

## 通過する自治体
- 大沼郡金山町 - 三島町

## 接続・交差する道路
- 金山町内
  - 国道400号（小栗山字上村 起点）
- 三島町内
  - 国道252号宮下バイパス（宮下字上ノ原）
  - 国道252号宮下バイパス（福島県道153号小林会津宮下停車場線 昭和村方面重用区間）（大登字原林 終点）

## トンネル
沼沢トンネル
- 全長：484.4 m
- 幅員：5.5（7.5） m
- 有効高：4.0 m
- 竣工：1978年

金山町沼沢字倉前に位置する。トンネル中部に向かう下り勾配のいわゆる突っ込み勾配のトンネルであり、底部には沼沢第2水力発電所の地下発電施設、放取水施設へそれぞれ向かう洞内分岐が設けられている。

## 沿線
- かねやまスキー場
- 沼沢湖
  - 井村君江妖精美術館
  - 東北電力沼沢発電所
- 三島町立三島中学校
- 三島町立三島小学校
- 三島町役場
- 宮下郵便局
- 三島町観光交流館からんころん
- 福島県宮下土木事務所
- 県立宮下病院